# Petr Minka
Petr Minka (* 19. července 1961 Ústí nad Labem) je český grafik a malíř žijící ve Štětí.

## Život
Výtvarné umění ho přitahovalo již od dětství, takže je původní profesí rytec. Své umělecké vzdělání si doplnil na Střední odborné škole výtvarné Václava Hollara (tzv. holarce) v Praze. Po absolutoriu se věnoval převážně knižní grafice, ilustroval a upravoval řadu knih (Mauglí od Kiplinga, Stroj času a Ostrov doktora Moreaua od Wellse).
Posléze si Petr Minka zařídil grafickou dílnu pro tisk z hloubky a zaměřil se na volnou grafiku, na tematické grafické listy i na drobnou grafiku (exlibris a pamětní listy.
Ve volné grafice se zprvu zaměřil na velké osobnosti se vztahem k Praze, jejíž kouzlo je pro něho trvalým zdrojem inspirace. Grafické listy věnované Praze (Praha židovská, Zvony, Praha magická nebo Praha tajemná) mají výtvarný půvab a navozují mystickou duchovní atmosféru Prahy.

## Dílo
K výročí Rudolfa II. v roce 1997 vytvořil cyklus sedmi grafických listů s názvem Osobnosti rudolfínské doby. Kromě císaře Rudolfa II. jsou na nich : astronomové Tycho Brahe a Johan Kepler, malíř Giuseppe Arcimbold, renesanční šlechtic Kryštof Harant z Polžic a Bezdružic, doktor Ján Jesenský a slavný rabbi Jehuda Löw (Maharal). Kromě toho vznikly i další listy: Franz Kafka, Praha židovská či Pocta Františku Křižíkovi.
Petr Minka používá při své tvorbě různé techniky. Jeho písmo a kaligrafie jsou brilantní. Již na výtvarné škole v tomto oboru vynikal. A tak s neobyčejným vkusem doplňuje písmo do svých děl.
Petr Minka si své grafické listy sám tiskne hlubotiskem. Má osobitý tiskový postupu, a tak jeho grafické listy jsou nezaměnitelné. Spolupracuje s uměleckým litografem Petrem Korbelářem, v jehož dílně vznikají drobné grafiky i rozměrnějších litografie volného rázu, vytvořené křídovou kresebnou technikou.
Od roku 1998 úzce spolupracuje se sběrateli exlibris. Jeho premiérovým námětem byl Jaroslav Seifert. Do poloviny roku 2019 vytvořil 80 grafických lístků (knižních značek), které okouzlují sběratele i umělecké laiky brilantním ztvárněním významných osobností nejen českých (B. Němcové, J. Seiferta, J. Zrzavého, B. Smetany, A. Dvořáka, B. Hrabala, T. G. M., E. Destinnové), ale i světových (Mozarta, Kiplinga, Leonarda da Vinciho atd.). Petr Minka tvoří exlibris též pro sběratele v cizině. To první bylo pro Rakušana Hillebrandta s portrétem Bedřicha Smetany. Kromě portrétů volí při tvorbě exlibris i motivy historické, mytologické, bájeslovné a akty.
Mezi sběrateli grafiky je uznáván jako jedinečný grafik, který z těchto děl na zakázku vytváří umělecká díla, jež jsou ozdobou mnoha soukromých i veřejných sbírek.
Petr Minka svá exlibris vystavoval již na mnoha samostatných i skupinových výstavách, a to v České republice a v cizině: v Polsku, kde byl dvakrát oceněn, v italském Miláně, švýcarském Nyonu, v ruském Petrohradě, v Bostonu v USA aj. Zájem o jím vytvořená exlibris dokládají i články uveřejněné v našich i zahraničních odborných publikacích, např. v Belgii či v Portugalsku.
Petr Minka přispívá k propagaci české kultury u zahraničních návštěvníků též tvorbou pamětních grafických listů, např. pro Prahu, Telč, Luhačovice nebo České Budějovice.
Od roku 1997 do roku 2018 vytvořil přes 40 novoročenek (PF), a to jak pro soukromé objednavatele, tak pro firmy a státní instituce.
Petr Minka se věnuje i malířské tvorbě (olejomalby, pastele a akvarel). Vytvořil též umělecké klapky pro zlínský filmový festival.
Je zapojen do tvorby českých poštovních známek. Spolupráci s Českou poštou zahájil v roce 2013, kdy mu byla vydána příležitostná poštovní dopisnice 80. výročí od narození paní Olgy Havlové. V roce 2018 mu vyšla 20korunová známka s portrétem MUDr. Františka Hamzy s obálkou prvního dne a ten samý rok známka, razítko, obálka prvního dne a sešitek na téma Hradní stráž.